# Tin Hau (métro de Hong Kong)
Tin Hau (chinois traditionnel : 天后) est une station de l'Island Line  du métro de Hong Kong. Elle dessert le quartier de Tin Hau sur l'île de Hong Kong. Les murs de la station sont orange.
Elle fut inaugurée avec l'ouverture de l'Island Line le 31 mai 1985.